# 종아리뼈
종아리뼈 (fibula, calf bone) 혹은 비골 (排骨)은 정강뼈 (tibia)의 가쪽에 존재하는 뼈로, 정강뼈와 위, 아래 부분에서 연결되어있다. 정강뼈보다는 작으며, 우리 몸에서 길이에 비해 가장 가느다란 긴 뼈이다. 위쪽 끝은 작고 무릎 관절 (knee joint) 아래 정강뼈 머리의 뒤에 놓여있다 - 즉, 무릎 관절을 구성하는 뼈는 아니다. 아래쪽 끝은 약간 앞으로 나와있으며, 정강뼈보다 좀 더 아래까지 뻗어있어, 발목 관절 (ankle joint)의 가쪽을 이룬다.

## 구성 요소
종아리뼈는 다음과 같이 나눌 수 있다.
- 종아리뼈몸통 (body of fibula)
- 가쪽복사 (lateral malleolus)
- 뼈사이막 (interosseous membrane) - 정강뼈와 종아리뼈를 연결, 인대결합 (syndesmosis) 관절을 형성
- 정강종아리관절 (tibiofibular joint) - 위쪽은 정강뼈의 가쪽관절융기 (lateral condyle) 종아리뼈의 머리 사이의 활주 관절 (arthrodial joint)이며, 아래쪽은 종아리뼈 아래쪽 끝의 거칠고 볼록한 안쪽 면과, 정강뼈의 거칠고 오목한 가쪽 면 사이에 이뤄진 정강종아리인대결합 (tibiofibular syndesmosis)이다.

## 혈액 공급
종아리뼈는 아래턱뼈 재건수술에 흔히 사용되기 때문에 혈액 공급을 알아둬야 이식 수술이 가능하다. 몸통의 가운데 1/3은 종아리동맥 (peroneal artery)에서 나온 영양동맥 (nutrient artery)이 공급하며, 일부는 뼈막 (periosteum)으로 뻗친 영양동맥에서 확산되는 영양분을 받는다. 근위부 머리와 뼈끝 (epiphysis)은 앞정강동맥 (anterior tibial artery)의 분지가 뻗어있다. 아래턱뼈 이식을 위해 종아리뼈를 뗄 때는 항상 근위부 4 cm, 원위부 6cm를 남기는 것을 원칙으로 한다.
종아리뼈의 골화 (ossification)은 세 개의 골화중심 (ossification center) - 몸통에 하나, 양쪽 끝에 하나 씩으로부터 이뤄진다. 골화는 발생 8주부터 몸통부터 시작되며 양쪽 끝으로 뻗어간다. 태어났을 때는 양쪽 끝은 연골 (cartilage)로 이루어져있다.
골화는 생후 2년에 아래쪽 끝부터 시작하고, 위쪽 끝은 4년 쯤에 시작된다. 처음으로 골화되는 아래쪽 뼈끝은 20살 즈음에 몸통과 연결되고, 위쪽 뼈끝은 25살 즈음에 연결된다.

## 다른 동물에서
종아리뼈는 정강뼈에 비해 가해지는 하중이 매우 적기 때문에, 원시 4족보행동물을 제외하고는 항상 가느다란 모양이다. 많은 동물은 종아리뼈가 넙다리뼈 (femur)와 관절하나, 이렇지 않은 동물도 사람을 포함해서 많이 있다. 어떤 동물은 아예 발목뼈와도 관절하지 않는 경우도 있으며, 말처럼 부분적으로 정강뼈와 융합되기도 한다.

## 추가 그림

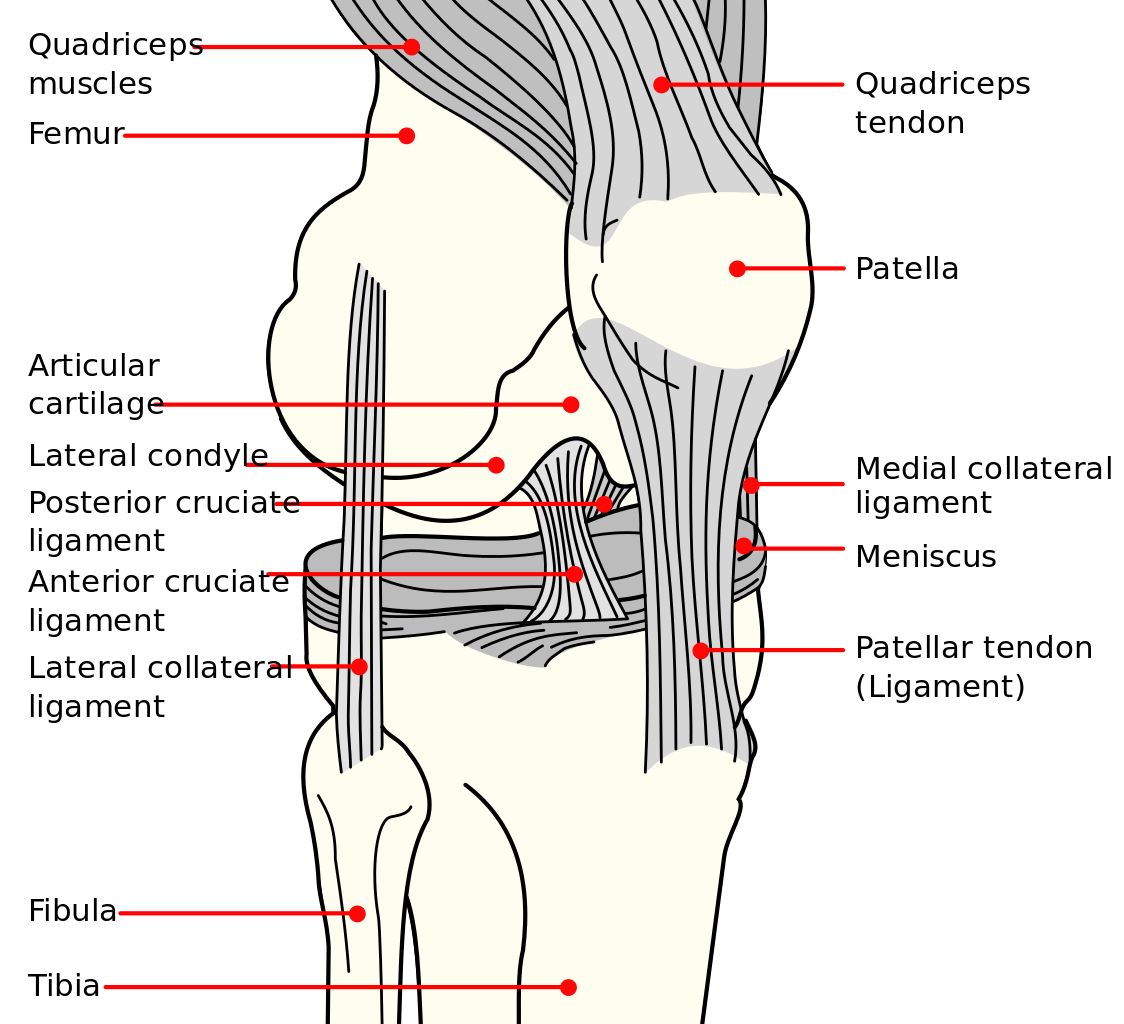
무릎의 모습
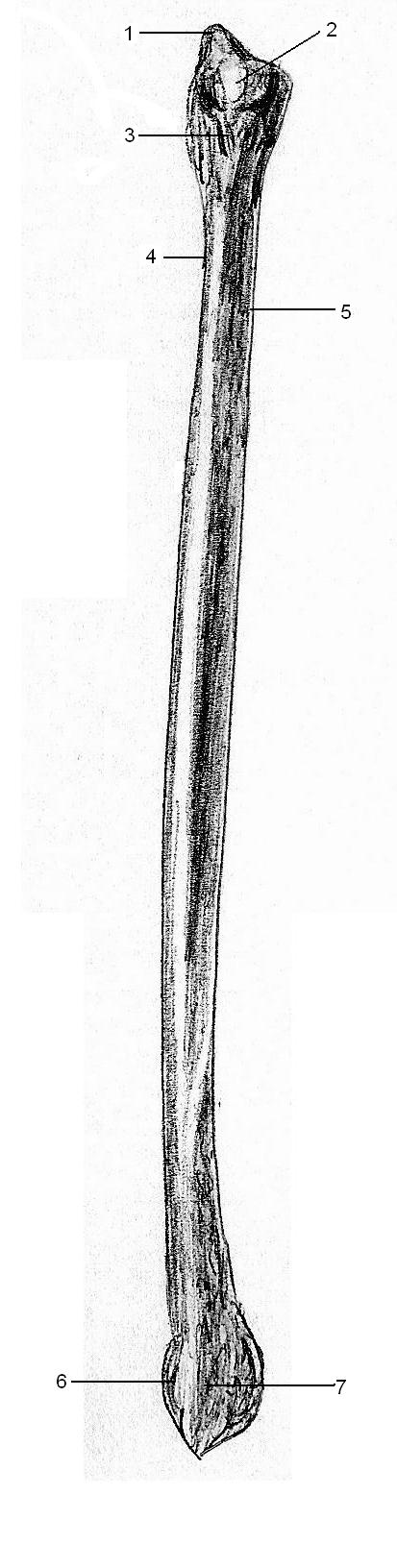
종아리뼈
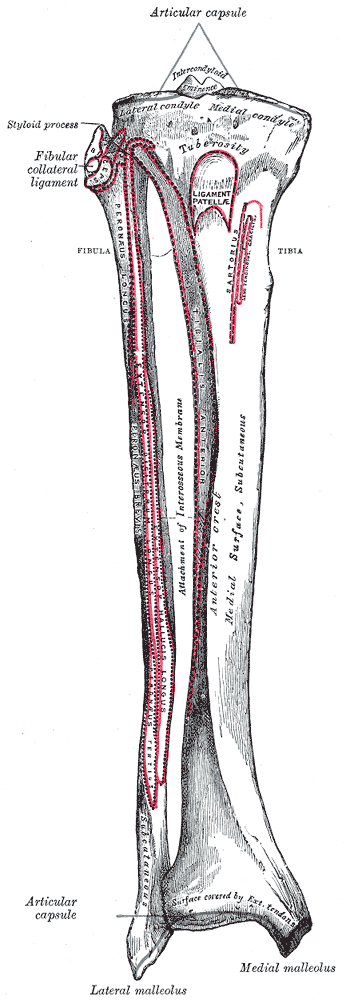
오른쪽 아래다리의 뼈들, 앞쪽
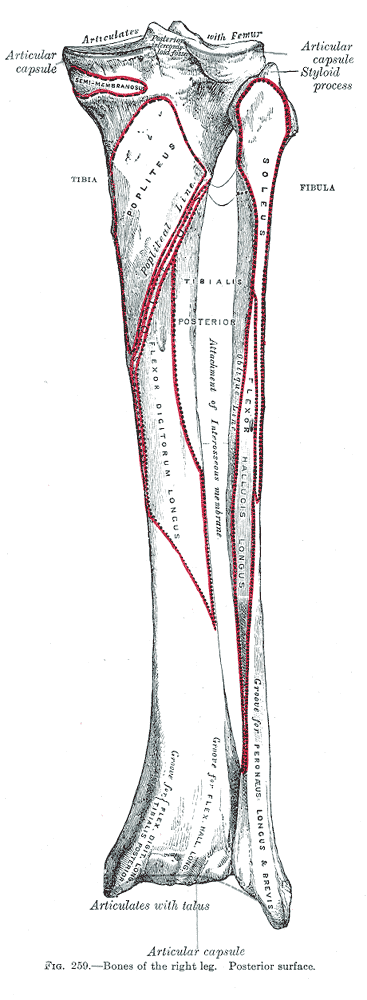
오른쪽 아래다리의 뼈들, 뒤쪽
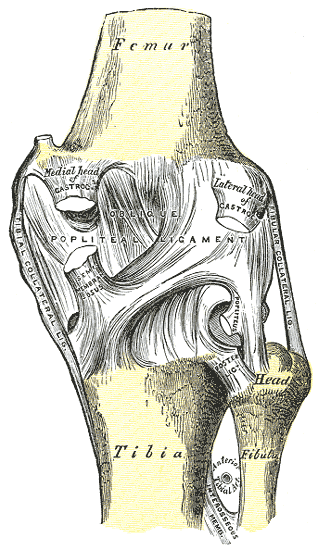
오른쪽 무릎관절, 뒤쪽
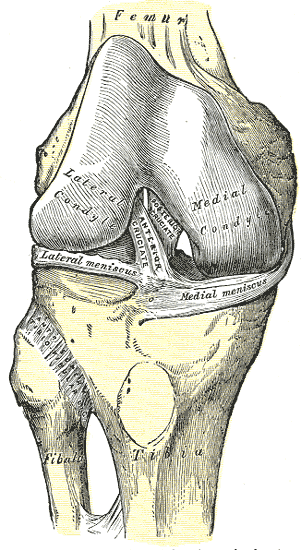
오른쪽 무릎관절, 앞쪽. 속 인대가 보임
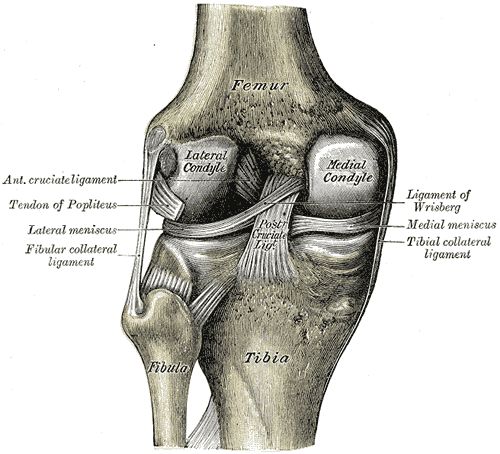
왼쪽 무릎관절, 뒤쪽. 속 인대가 보임
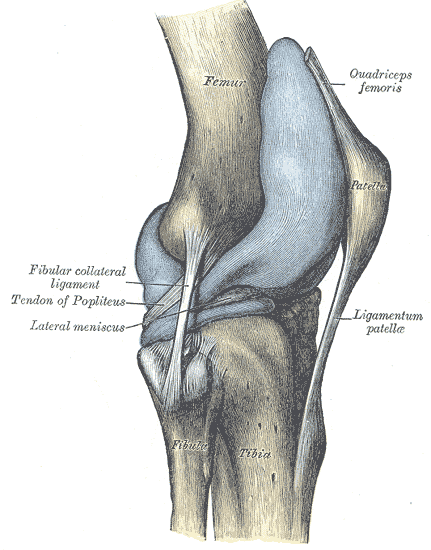
오른쪽 무릎관절낭 (확장시킴), 외측
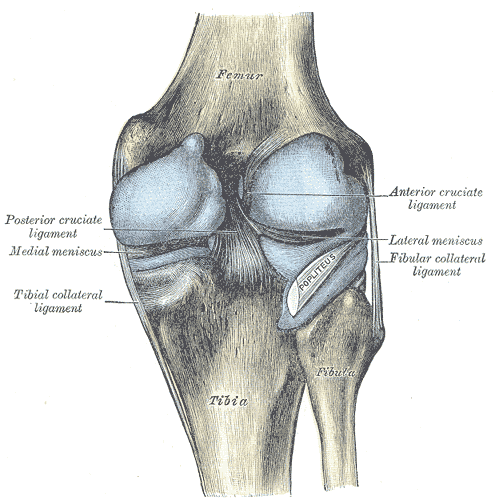
오른쪽 무릎관절낭 (확장시킴), 뒤쪽
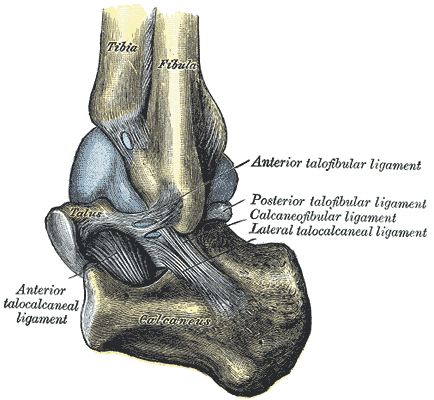
왼쪽 관절낭 (확장시킴), 외측
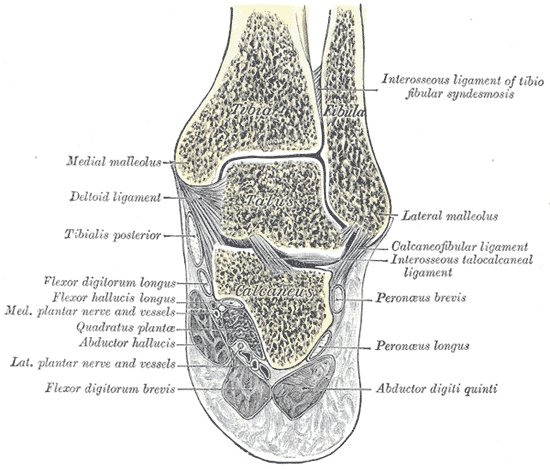
오른쪽 발목관절과 목말발꿈치관절 (talocalcaneal joint)의 관상면 (coronal section)
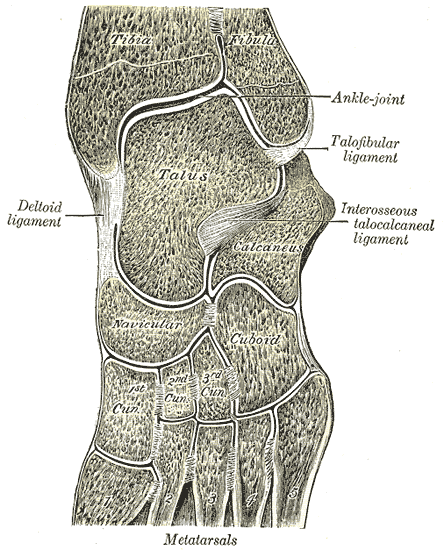
왼쪽 발목뼈사이관절 (intertarsal joint)과 발목발허리관절 (tarsometatarsal joint)의 비스듬면 (oblique section), 관절낭이 보임
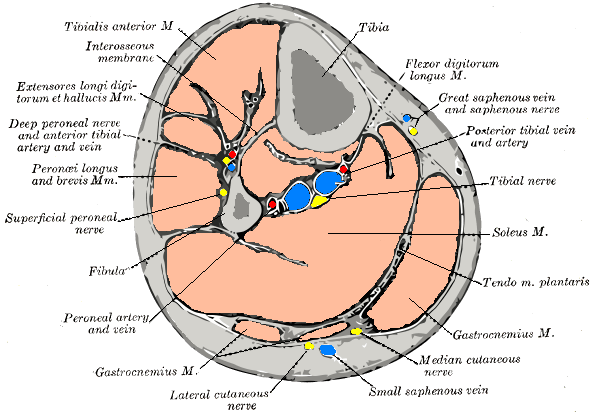
아래다리 중앙 단면

## 같이 보기
- 정강뼈
- 넙다리뼈
- 발목뼈